# Gregor Hens
Gregor Wolfgang Hens (* 25. November 1965 in Köln) ist ein deutscher Schriftsteller und Übersetzer aus dem Englischen.

## Leben
Gregor Hens wuchs in Köln auf und besuchte von 1976 bis 1985 das Collegium Augustinianum Gaesdonck in Goch. Er studierte Anglistik, Germanistik und Sprachwissenschaft an der Universität Bonn und in den Vereinigten Staaten. 1995 promovierte er an der University of California in Berkeley mit einer Arbeit zur Konstruktionsgrammatik des Deutschen. Hens, der von 1995 bis 2012 an der Ohio State University in Columbus lehrte, wohnt seit 2013 in Berlin, wo er an der Freien Universität als Lehrkraft für besondere Aufgaben tätig ist. Neben seiner schriftstellerischen Arbeit ist er auch als Übersetzer tätig.

## Werk
Entfremdung und Ambivalenz gehören zu den bevorzugten Themen von Hens. In seinem 2011 erschienenen Buch Nikotin, einer Melange aus Essay und Adoleszenz-Erzählung, beschreibt er die traumatische Erfahrung der Entfremdung von seinem eigenen Vater. 2019 erschien der Roman Missouri, in dem Hens die Erfahrung der Entfremdung als generationstypisches Symptom beschreibt.

## Veröffentlichungen

### Prosa
- Himmelssturz. Roman. Goldmann/btb, München 2002, ISBN 3-442-75081-4.
- Transfer Lounge. Deutsch-amerikanische Geschichten. marebuchverlag, Hamburg 2003, ISBN 3-936384-04-5. (= marebibliothek. 5.)
- Matta verlässt seine Kinder. S. Fischer, Frankfurt am Main 2004, ISBN 3-10-032581-8.
- In diesem neuen Licht. Roman. S. Fischer, Frankfurt am Main 2006, ISBN 3-10-032580-X.
- Nikotin. S. Fischer, Frankfurt am Main 2011, ISBN 978-3-10-032583-9.
- Missouri. Roman. Aufbau Verlag, Berlin 2019, ISBN 978-3-351-03758-1.
- Die Stadt und der Erdkreis : Erkundungen, Berlin 2021 (Die Andere Bibliothek), ISBN 978-3-8477-0438-6.
- Die eigentümliche Vorliebe für das Meer. Roman. Aufbau Verlag, Berlin 2023, ISBN 978-3-351-03848-9.

### Übersetzungen
- Marlon Brando u. Donald Cammell: Madame Lai. Roman. Hrsg. und mit einem Nachwort von David Thomson. Vorwort von Truman Capote. Einführung von China Kong. Marebuchverlag, Hamburg 2007, ISBN 978-3-86648-058-2.
- Rawi Hage: Als ob es kein Morgen gäbe. Roman. DuMont, Köln 2008, ISBN 978-3-8321-8097-3.
- Leonard Cohen: Das Lieblingsspiel. Roman. Blumenbar, München 2009, ISBN 978-3-936738-59-9.
- Stephen Elliot: Meine Freundin kommt in die Stadt. Arche-Literatur-Verlag, Zürich 2009, ISBN 978-3-7160-2637-3.
- Carol Bruneau: Glasstimmen. Roman. Mare, Hamburg 2010, ISBN 978-3-86648-121-3.
- Rawi Hage: Kakerlake. Roman. Piper, München 2010, ISBN 978-3-492-05379-2.
- David Ballantyne: Sydney Bridge Upside Down. Hoffmann & Campe, Hamburg 2012, ISBN 978-3-455-40372-5.
- Jonathan Lethem: Bekenntnisse eines Tiefstaplers. Memoiren in Fragmenten. Tropen bei Klett-Cotta, Stuttgart 2012, ISBN 978-3-608-50318-0.
- George Packer: Die Abwicklung: Eine innere Geschichte des neuen Amerika. S. Fischer, Frankfurt 2014, ISBN 978-3-10-000157-3.
- Will Self: Regenschirm. Hoffmann & Campe, Hamburg 2014, ISBN 978-3-455-40462-3.
- Kurt Vonnegut: Schlachthof 5 oder Der Kinderkreuzzug. Hoffmann & Campe, Hamburg 2016, ISBN 978-3-455-40555-2.
- JD Vance: Hillbilly-Elegie. Die Geschichte meiner Familie und einer Gesellschaft in der Krise. Ullstein, Berlin 2017, ISBN 978-3-550-05008-4
- Michael Wolff: Feuer und Zorn. Im Weißen Haus von Donald Trump. Rowohlt, Reinbek 2018, ISBN 978-3-498-09465-2.
- Esther Gerritsen: Der große Bruder. Roman. Aufbau, Berlin 2018, ISBN 978-3-351-03702-4.
- Serhii Plokhy: Die Frontlinie. Warum die Ukraine zum Schauplatz eines neuen Ost-West-Konflikts wurde. Rowohlt, Hamburg 2022, ISBN 978-3-498-00339-5.
- George Packer: Das Ende des amerikanischen Jahrhunderts. Richard Holbrookes Mission. Rowohlt, Hamburg 2022, ISBN 978-3-498-00218-3.

### Wissenschaft
- Thomas Bernhards Trilogie der Künste: Der Untergeher, Holzfällen, Alte Meister. Camden House, Rochester, NY, 1999, ISBN 1-57113-038-1.